# Ley de Fomento Agropecuario
Ley de Fomento Agropecuario är en ort i Mexiko.   Den ligger i kommunen Calakmul och delstaten Campeche, i den östra delen av landet, 1 000 km öster om huvudstaden Mexico City. Ley de Fomento Agropecuario ligger 270 meter över havet och antalet invånare är 379.
Terrängen runt Ley de Fomento Agropecuario är platt. Runt Ley de Fomento Agropecuario är det glesbefolkat, med 11 invånare per kvadratkilometer. Närmaste större samhälle är Santo Domingo, 8,4 km sydost om Ley de Fomento Agropecuario. I omgivningarna runt Ley de Fomento Agropecuario växer i huvudsak städsegrön lövskog.